# Uncle John's Band
"Uncle John's Band" é uma música do Grateful Dead que apareceu pela primeira vez em suas listas de concertos no final de 1969. A banda gravou para seu álbum de 1970 Workingman's Dead. Composta pelo guitarrista Jerry Garcia e pelo letrista Robert Hunter, "Uncle John's Band" apresenta os mortos de maneira acústica, harmoniosa e musicalmente concisa.
A música é uma das mais conhecidas da banda e está incluída nas 500 músicas do Rock and Roll Hall of Fame que Moldaram o Rock and Roll. Em 2001, foi classificada como 321.º (dos 365) na lista de projetos Songs of the Century.

## História do single e álbum
Warner Bros. Records lançou "Uncle John's Band" como single em 1970, recebendo apenas um número limitado de apresentações devido ao seu tamanho. Garcia trabalhou com a Warner para reduzi-la, embora mais tarde tenha chamado a mistura de "atrocidade". "Eu dei a eles instruções sobre como editá-la adequadamente e eles as ignoraram completamente", comentou Garcia. A versão original do álbum acabou sendo mais tocada do que a versão relançada da Warner Bros.
Embora o single tenha sido o primeiro hit das paradas do grupo (chegando ao 69.º lugar na Billboard Hot 100), teve um impacto maior do que seu desempenho indica, recebendo apresentações em estações de rádio de rock progressivo. Numa época em que a Grateful Dead já era uma lenda underground, "Uncle John's Band" foi a primeira vez que muitos na plateia geral do rock realmente ouviram a música da banda.
Além disso, a música afetou o mainstream por causa do primeiro uso da palavra "goddam" no single não editado, que muitas estações de rádio tocaram em vez da versão editada; juntamente com a referência à cocaína em "Casey Jones", as duas músicas fizeram da banda um "espinho ao lado de Nixon que se tornou um distintivo de honra para as massas".
"Uncle John's Band" é uma das faixas mais frequentemente tocadas da Grateful Dead no rádio de rock clássico.[carece de fontes?]

## Versões cover
- Foi regravada por Jimmy Buffett em seu álbum de 1994, Fruitcakes.
- O músico de reggae Joe Higgs gravou uma versão da música para a compilação de 1996, "Fire on the Mountain: Reggae Celebrates the Grateful Dead".
- Foi regravado pelas Indigo Girls para a compilação de tributo à Grateful Dead, Deadicated, de 1991. A gravação também apareceu em seu álbum Rarities.
- Crosby, Stills & Nash tocaram a música ao vivo durante sua turnê nos EUA em 2009.
- Stanford Marching Band regravou a música.
- Day Of The Dead, uma compilação da Red Hot de 2016, inclui uma capa de Lucius.
- Dispatch inicialmente tocou essa música durante a turnê acústica de 2017 e continuou a tocá-la ao vivo durante a turnê de 2019.